# Surinaamse parlementsverkiezingen 2025/Kandidatenlijst/DUS
Dit is de lijst van kandidaten voor de Surinaamse parlementsverkiezingen in 2025 van de DUS. De lijsttrekker is Hugo Lienga. De verkiezingen vinden plaats op 25 mei 2025.
De onderstaande deelnemers kandideren op grond van landelijke evenredigheid voor een zetel in De Nationale Assemblée. Los van deze lijst vinden tegelijkertijd de verkiezingen plaats voor de districtsraden en de ressortraden.

## Kandidatenlijst
Hieronder volgt de kandidatenlijst.
1. Hugo Lienga (Hugo Moesoe Lienga)
2. Chrystel Kwasiba (Chrystel Shirelva Kwasiba)
3. Steven Banai (Steven Kiya Banai)
4. Oglaya Codrington (Oglaya Godéva Codrington)
5. Erna Zandveld (Ivangeley Erna Zandveld)
6. Ravella Weimans (Ravella Vemmy Weimans)
7. Charissa Peneux (Charissa Xiomara Peneux)
8. Lygia Popoe (Lygia Simone Popoe)
9. Geneviëve Vrede (Merodia Geneviëve Ebyjo Savira Vrede)
10. Asevedo Haabo
11. Sjaoena Tooy (Sjaoena Oniejera Gainsama Tooy)
12. Hellen Adjako (Hellen Jojo Adjako)
13. Willientje Main (Willientje Redensia Main)
14. Robby Sampi
15. Giovanni Ajaiso (Giovanni Furjel Ajaiso)
16. Arissa Schmidt (Arissa Mimosa Schmidt)
17. Anastatia Finisie (Anastatia Rachelda Finisie)
18. Joranie Pomba (Joranie Pomba)
19. Kenso Finkie (Kenso Apoeteki Finkie)
20. Sylvie Banai (Sylvie Magrin Banai)
21. Delevin Pomba (Delevin Mieke Pomba)
22. Madcy Amoko (Madcy Migisa Florence Amoko)
23. Lenkin Bappa
24. Okunto Zandveld (Okunto Garincha Mervel Monilinga Zandveld)
25. Orgreen Poeketie (Orgreen Bruining Poeketie)
26. Mario Weewee (Mario Darius Weewee)
27. Saike Mendelzoon (Saike Adelien Mendelzoon)
28. Wendy Dinge (Wendy Josta Dinge)
29. Georgio Bialenti (Georgio Anduelé Bialenti)
30. Monalisa Fonkel (Monalisa Wilhelmina Fonkel)
31. Nerick Darson (Nerick Gordon Darson)
32. Henrey Siesa (Henrey Kanel Siesa)
33. Raphaëlla Maasi (Raphaëlla Vanneta Maasi)
34. Agwago Amoesi
35. Robert Koedemoesoe (Robert Reynold Koedemoesoe)
36. Hillechien Soemabrada (Hillechien Yolan Meregain Soemabrada)
37. Glenn Aside (Glenn Wilco Aside)
38. Fiorelsa Donoe (Fiorelsa Tiëmba Donoe)
39. Steven Ajaiso (Steven Obelie Ajaiso)
40. Joyner Maasie (Joyner Biena Maasie)
41. Rodrigos Finisi (Rodrigos Robby Finisi)
42. Maclevia Foto (Maclevia Foto)
43. Romario Klassie (Romario Ravelly Klassie)
44. Aboi Madi
45. Sintelie Aloeboetoe (Sintelie Rens Pevo Aloeboetoe)
46. Sentsi Afonsoewa
47. Munigue Soeboe (Munigue Sinaisie Soeboe)
48. Ronia Popoe
49. Vanessa Grand (Vanessa Susan Grand)
50. Tatjana Maabo (Tatjana Janice Maabo)
51. Iwan Amiemba (Iwan Frankel Amiemba)

Kandidaten per partij: A20 · 
ABOP · 
APP · 
BEP · 
DA'91 · 
DNL · 
DUS · 
NDP · 
NPS · 
OPTSU · 
PL · 
PVC · 
VHP · 
VLS